# Bundesstraße 207
Die Bundesstraße 207 (Abkürzung: B 207) besteht aus zwei Teilstrecken (hier beschrieben in Nord-Süd-Richtung).
Das nördliche Teilstück gehört zur Vogelfluglinie und Europastraße 47 und verläuft vom Bahnhof Puttgarden über die Fehmarnsundbrücke nach Heiligenhafen. Dieser Abschnitt soll als Hinterlandanbindung der geplanten festen Fehmarnbelt-Querung nach Dänemark vierstreifig ausgebaut werden. Zwischen Fehmarn und dem Festland bei Großenbrode ist ein kombinierter Absenktunnel (Fehmarnsundtunnel) für Straßen- und Eisenbahnverkehr geplant. Die Straße soll auch im Tunnel vierstreifig mit einem Standstreifen je Richtung werden. Die Fehmarnsundbrücke soll für Fußgänger, Radfahrer sowie lokalen Verkehr geöffnet und zweistreifig bleiben. Baubeginn der Straße auf Fehmarn war im Januar 2023.
Zwischen Heiligenhafen und Oldenburg in Holstein wurde die B 207 vierstreifig ausgebaut und zur Bundesautobahn 1 umgewidmet. Der Abschnitt zwischen Oldenburg und Lübeck wurde aufgrund seiner Parallellage zur A 1 Ende der 1990er Jahre zur Landesstraße herabgestuft.
Das südliche Teilstück der B 207 beginnt in Lübeck und verläuft am Ratzeburger See entlang durch den Naturpark Lauenburgische Seen und über Schwarzenbek (ab hier parallel mit B 404  und B 209) weiter nach Hamburg-Bergedorf. Der Abschnitt Lübeck–Breitenfelde ist hierbei Teil der Alten Salzstraße.

## Bundesstraße 207 neu
Zwischen Lübeck und Pogeez ist die B 207 auf eine neu erstellte Trasse (B 207 n) nahe an dem Streckenverlauf der Bahnstrecke Lübeck–Lüneburg verlegt worden, um die Anwohner der Orte an der alten Trasse vom Durchgangsverkehr zu entlasten.
Der erste Abschnitt wurde im September 2003 freigegeben und hat den Hochschulstadtteil als Berliner Allee erschlossen.
Der zweite Abschnitt wurde am 17. Dezember 2007 freigegeben. Er überquert den Lübecker Landgraben und verläuft parallel der Bahnstrecke Lübeck–Lüneburg zwischen dem Flughafen Lübeck-Blankensee und dem Flughafenbahnhof bis zur A 20.
Mit der Fertigstellung der ersten beiden Abschnitte ist die alte Trasse der B 207 zwischen der Wakenitzbrücke in Lübeck und der Anschlussstelle Groß Sarau an der A 20 zur Landesstraße 331 herabgestuft worden.

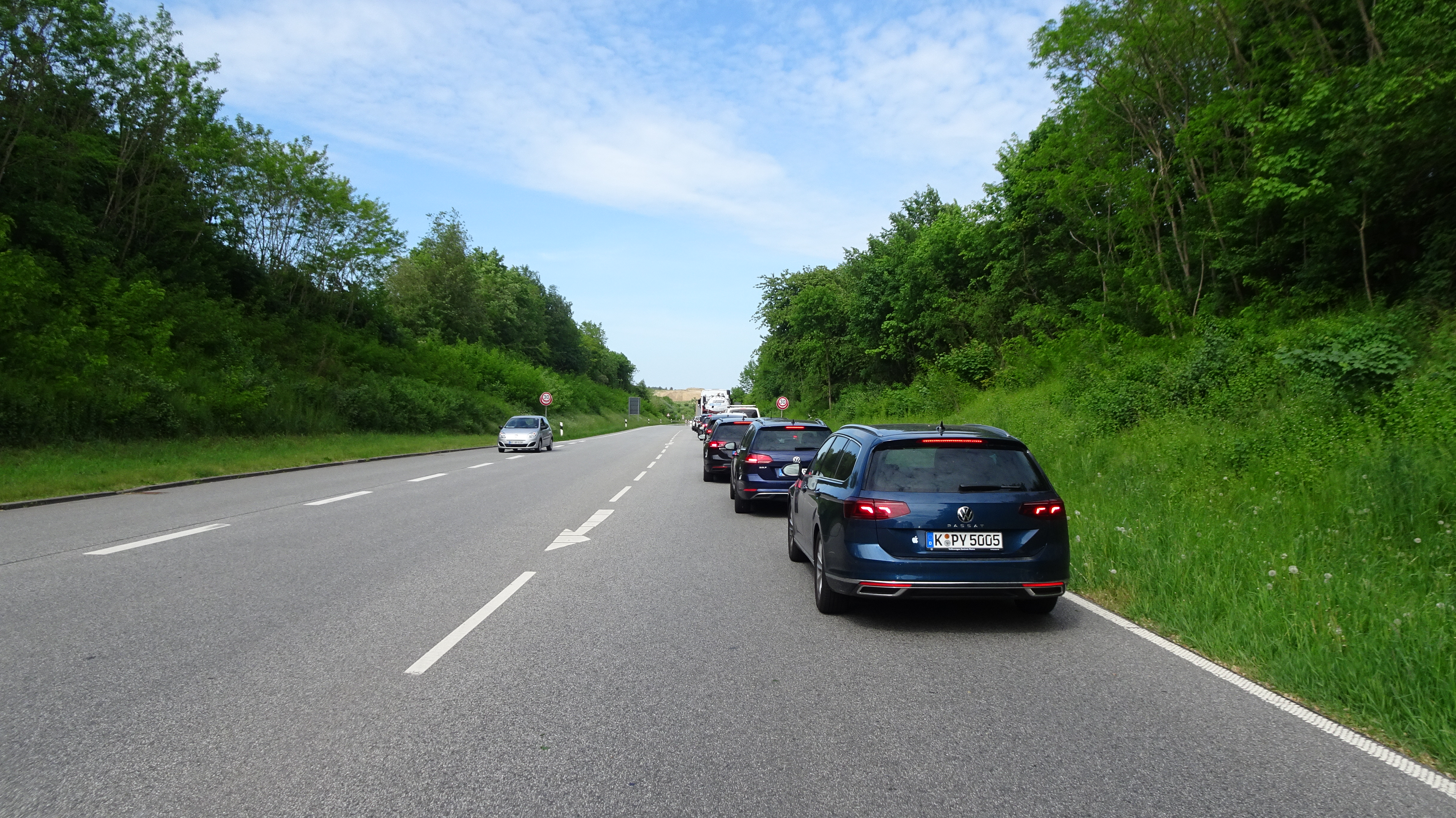
Verkehrsstau bei Mölln

Der dritte Abschnitt beginnt an der A 20-Anschlussstelle Lübeck-Süd und führt südlich von Pogeez am Ratzeburger See auf die alte B 207.
Der erste Spatenstich fand am 19. Mai 2008 statt. Die neue Bundesstraße sollte laut Planung 2011 durchgängig befahrbar sein.
Torflinsen verzögerten allerdings die Fertigstellung. Am 23. Dezember 2014 wurde der dritte Abschnitt fertiggestellt und für den Verkehr freigegeben.

### Rad- und Gehweg
Der erste Abschnitt verfügt über einen Rad- und Gehweg. Der zweite Abschnitt wurde bis zum Flughafen ohne Rad- und Gehweg gebaut. Auf Veranlassung der Hansestadt Lübeck wurde die Benutzung durch Fußgänger und Radfahrer verboten. Beide Entscheidungen sind teilweise umstritten. Das Teilstück vom Flughafen bis zum Ausbildungspark Blankensee bestand schon vorher als Straße und verfügt heute über einen Rad- und Gehweg.

## Ausbauzustand
Der Ausbauzustand der B 207 gliedert sich wie folgt:
| Abschnitt                                | Streifen | Trennstreifen | Bemerkung     |
| ---------------------------------------- | -------- | ------------- | ------------- |
| Fährhafen Puttgarden − Heiligenhafen-Ost | 2        | nein          | kreuzungsfrei |
| L 332 Lübeck-Lindenplatz − L 202 Mölln   | 2        | nein          |               |
| L 202 Mölln – Breitenfelde               | 2        | nein          | kreuzungsfrei |
| Breitenfelde − Hamburg-Bergedorf         | 2        | nein          |               |